# ويليام غوردون إرنست
ويليام غوردون إرنست هو سياسي كندي، ولد في 18 أكتوبر 1897 في كندا، وتوفي في 12 يوليو 1939. حزبياً، نشط في حزب كندا المحافظ. وقد انتخب عضو مجلس العموم الكندي.